# Bimota KB998 Rimini
La Bimota KB998 Rimini est un modèle de moto du constructeur italien Bimota.
La KB998 est présentée le 22 octobre 2024, lors des tests pour la saison 2025 sur le circuit de Jerez. Cette machine dispute le championnat du monde de Superbike 2024 au sein de l'équipe Bimota by Kawasaki Racing Team (ex-Kawasaki Racing Team) aux mains d'Alex Lowes et Alex Bassani. Pour pouvoir être acceptée en championnat du monde, le constructeur doit proposer 500 exemplaires d'une machine réceptionnée pour circuler sur route ouverte. Cette version routière est dévoilée le 5 novembre 2024 lors du salon EICMA de Milan.
Le moteur est un quatre cylindres en ligne de 998 cm3, issu de la Kawasaki ZX-10R. Il développe 200 chevaux à 13 600 tr/min pour un couple de 11,1 mkg à 11 700 tr/min.
Le freinage est assuré par Brembo avec deux disques à l'avant de 330 mm et des étriers à fixation radiale à quatre pistons et un disque à l'arrière de 220 mm avec un étrier double piston.
Le poids à sec annoncé est de 194 kg.
Lors de sa présentation, la KB998 se pare d'une robe noire en fibre de carbone brut.